# UAE Team ADQ
UAE Team ADQ (UCI код: UAD) — женская профессиональная команда по велоспорту, базирующаяся в Италии и выступающая в элитных шоссейных велогонках, таких как UCI Women's World Tour.

## История команды

### 2014

#### Состав команды
| Состав 2014                 | Состав 2014      | Состав 2014                           | Состав 2014 |
| Гонщик                      | Дата рождения    | Предыдущая команда                    |             |
| --------------------------- | ---------------- | ------------------------------------- | ----------- |
| Шелли Олдс                  | 30 сентября 1980 | Tibco-To the Top (2013)               |             |
| Мония Баккаилле             | 10 апреля 1984   | Valdarno (2010)                       |             |
| Елена Берлато               | 2 августа 1988   | Top Girls Fassa Bortolo (2013)        |             |
| Илария Бономи               | 13 мая 1995      |                                       |             |
| Валентина Карретта          | 16 сентября 1989 | Top Girls-Fassa Bortolo (2011)        |             |
| Барбара Гуариши             | 10 февраля 1990  | Vaiano Fondriest (2013)               |             |
| Татьяна Гудерцо             | 22 августа 1984  | Valdarno (2010)                       |             |
| Малгожата Ясинска           | 18 января 1984   | SC Michela Fanini Rox (2011)          |             |
| Микела Павин                | 15 июля 1994     |                                       |             |
| Ане Сантестебан             | 12 декабря 1990  | Bizkaia-Durango (2013)                |             |
| Марта Тальяферро            | 4 ноября 1989    | Top Girls Fassa Bortolo-Ghezzi (2010) |             |
| Карла Райан (26 июн–31 дек) | 21 сентября 1985 | Cyclelive Plus-Zannata (2013)         |             |
|                             |                  |                                       |             |
| Источник: UCI               |                  |                                       |             |

| Гонщик                | Команда 2013 года       |
| --------------------- | ----------------------- |
| Елена Берлато (ITA)   | Top Girls Fassa Bortolo |
| Илария Бономи (ITA)   |                         |
| Барбара Гуариши (ITA) | Vaiano Fondriest        |
| Шелли Олдс (USA)      | Team TIBCO - To The Top |
| Ане Сантестебан (ESP) | Bizkaia–Durango         |

| Гонщик                     | Команда 2014 года         |
| -------------------------- | ------------------------- |
| Татьяна Антошина (RUS)     | RusVelo                   |
| Сара Грифи (ITA)           | Top Girls Fassa Bortolo   |
| Сильвия Капуста (POL)      | Vaiano Fondriest          |
| Валентина Скандолара (ITA) | Orica-AIS                 |
| Анна Стрикер (ITA)         | Astana BePink Womens Team |

#### Победы команды в сезоне
| Дата       | Гонка                                          | Категория | Гонщик                 | Страна     | Место             |
| ---------- | ---------------------------------------------- | --------- | ---------------------- | ---------- | ----------------- |
| 28 февраля | Вуэльта Коста-Рики, этап 3                     | 2.2       | Шелли Олдс (USA)       | Коста-Рика | Паррита           |
| 2 марта    | Вуэльта Коста-Рики, этап 5                     | 2.2       | Шелли Олдс (USA)       | Коста-Рика | Сан-Хосе          |
| 2 марта    | Вуэльта Коста-Рики, спринтерская классификация | 2.2       | Шелли Олдс (USA)       | Коста-Рика |                   |
| 23 марта   | GP Comune di Cornaredo                         | 1.2       | Шелли Олдс (USA)       | Италия     | Корнаредо         |
| 13 апреля  | Energiewacht Tour, спринтерская классификация  | 2.2       | Марта Тальяферро (ITA) | Нидерланды |                   |
| 18 апреля  | Winston-Salem Cycling Classic                  | 1.2       | Шелли Олдс (USA)       | США        | Уинстон-Сейлем    |
| 11 августа | Рут де Франс феминин, этап 2                   | 2.1       | Барбара Гуариски (ITA) | Франция    | Линье             |
| 24 августа | Трофи д’Ор, этап 3                             | 2.2       | Барбара Гуариски (ITA) | Франция    | Сен-Жермен-дю-Пюи |
| 27 августа | Трофи д’Ор, очковая классификация              | 2.2       | Барбара Гуариски (ITA) | Франция    | Сен-Жермен-дю-Пюи |
| 27 августа | Трофи д’Ор, командная классификация            | 2.2       | [ a ]                  | Франция    |                   |

### 2019
В сентябре 2019 года команда объявила о привлечении словенского спонсора, BTC Ljubljana, на сезон 2020 года, что позволило команде претендовать на статус женской команды высшего уровня UCI Women's WorldTour до конца сезона 2023 года

### 2021
В октябре 2021 года мужская велокоманда UAE Team Emirates подтвердила, что возьмёт на себя управление женской командой и проведёт ребрендинг. В середине декабря 2021 года был представлен комплект команды на сезон 2022 года, а также новое название команды — UAE Team ADQ, при этом команда привлекла суверенный фонд ADQ в качестве дополнительного спонсора.

## Допинговый скандал
21 ноября 2015 года стало известно, что Уения Фернандеш сдала положительный допинг-тест на эритропоэтин, после чего была отстранена на 30 дней.

### Комментарии
1. ↑  В состав команды входили Барбара Гуариски[англ.], Малгожата Ясинска[англ.], Ане Сантестебан[англ.], Татьяна Гудерцо[англ.], Елена Берлато и Марта Тальяферро